# Tablinum

Romeinse stadswoning met het tablinum (5) centraal achterin.

Het tablinum, van Latijn tabula "(tafel-)blad", was de belangrijkste ruimte in een Romeinse villa of stadswoning.

## Beschrijving
Vanuit de entree (ianua) en gang (fauces) was er een rechtstreekse toegang tot het atrium, waarachter het tablinum was gelegen. Meestal was de aan het atrium liggende zijde volledig open; deze kon met deuren of gordijnen worden afgeschermd. De achterwand had meestal een groot venster of was net als de voorzijde volledig open. Van hieruit keek men uit op de tuin (hortus) of een peristylium; een of meerdere zuilengalerijen.
Deze centrale ruimte was het domein van de pater familias; de heer des huizes, die hier als patroon zijn clientela ontving. De ruimte was vaak rijkelijk gedecoreerd met een siervloer in opus signinum of opus tessellatum, mooie meubels, fresco's en bustes van de voorvaderen. Het familiearchief en de financiële stukken werden meestal in deze ruimte bewaard.